# Beesat-3
BeeSat-3 (англ. Berlin Experimental and Educational SATellite — Берлинский экспериментальный и обучающий спутник) — малый спутник форм-фактора CubeSat 1U, созданный в Берлинском техническом университете с целью практической подготовки студентов по проектированию, конструированию и эксплуатации космических аппаратов. Также в список задач входит проверка работы установленного на борту спутника передатчика S-диапазона «HiSPiCO» (англ. Highly Integrated S-band transmitter for Pico and Nanosatellites) и камеры «C-328».
Запуск состоялся 19 апреля 2013 в 10:00 UTC (14:00 по московскому времени) ракетой-носителем Союз-2.1а с космодрома Байконур. BeeSat-3 был закреплён на поверхности спутника Бион-М №1 совместно с другими малыми космическими аппаратами АИСТ № 2, BeeSat-2, Dove-2, OSSI-1, SOMP и успешно отделился 21 апреля.